# Công giáo tại Liban
Giáo hội Công giáo ở Liban là một phần của Giáo hội Công giáo Rôma có phạm vi trên toàn thế giới và dưới sự lãnh đạo tinh thần của Giáo hoàng tại Rôma.
Có khoảng 1,2 triệu người Công giáo ở Liban, phần lớn trong số họ không phải giáo dân theo nghi lễ Công giáo Latinh, mà thay vào đó theo nghi lễ Công giáo phương Đông, nhưng hiệp thông hoàn toàn, trở thành một bộ phận của Giáo hội Công giáo - chủ yếu là Giáo hội Công giáo Maronite, ngoài ra còn có nhiều nghi lễ Công giáo khác như các nghi lễ Melkite cũng như các nghi lễ Công giáo không có nguồn gốc ở Liban như Armenian, Chaldean và Syriac.
Giáo hội Công giáo Maronite là một trong những Giáo hội Công giáo lớn nhất không chỉ ở quốc gia này mà còn khắp vùng Trung Đông. "Vùng đất Cedars", như Li Băng, được biết đến, là địa điểm duy nhất trong khu vực mà người Công giáo đóng vai trò tích cực trong việc chính trị của một quốc gia. Bên cạnh Tổng thống Cộng hòa, theo Hiến pháp Liban phải là một Công giáo Maronite, trong Quốc hội Lebanon, có 43 chỗ dành cho người Công giáo trong tổng số 128 ghế. Người Công giáo cũng đóng vai trò đại diện tích cực trong chính phủ và công chúng.
Cho đến những năm 1960 người Công giáo cũng là thành phần chính của dân số và chiếm 43% trong tổng số dân của Liban. Ngày nay, họ chỉ còn chiếm 27% tổng dân số, trong đó Giáo hội nghi lễ Maronites chiếm 21%, Melkites 5% và không phải người bản xứ với các nghi lễ Công giáo Liban, người Công giáo Armenia chỉ chiếm 1%.

## Lịch sử gần đây
Cộng đồng người Hồi giáo và Kitô giáo chung sống với nhau trong nhiều thế kỷ. Sự chung sống này được đưa vào Hiệp ước quốc gia, và được phê chuẩn vào năm 1943, tạo ra một nền dân chủ dựa trên các cộng đồng tôn giáo. Đất nước này đã trở thành một ví dụ tốt về sự chung sống của tôn giáo và dân tộc. Nhưng sự tốt đẹp này chỉ kéo dài vài thập kỷ. Các cộng đồng lớn hơn, Kitô giáo và Hồi giáo, đã gặp nhiều trở ngại bởi cuộc nội chiến lâu đời của Liban nổ ra trong khoảng thời gian từ năm 1975 đến năm 1990. Các phân khu của từng tôn giáo tại thủ đô Beirut được định lại: 65.000 người Hồi giáo Shiite rời bỏ khu vực của họ; từ các khu vực nội địa, ngược lại, với 80.000 người Maronites và Druzes di cư ồ ạt đến. Kết quả của cuộc nội chiến, các Kitô hữu dần dần rời bỏ Tây Beirut. Ngoài ra, một cuộc di dân, lẩn trốn tập thể bao gồm hàng chục ngàn thường dân, bao gồm cả Kitô hữu, người Druze và người Hồi giáo Sunni.
Không có những biến động nội bộ, trong khoảng thời gian này hàng chục ngàn người tị nạn Palestine đã di cứ vào nước này. Vào thời cuối của cuộc Nội chiến Liban, các Kitô hữu, đa số, đã trở nên thành phần thiểu số của quốc gia này.
Năm 1995, Liban được tổ chức một Hội đồng Giám mục đặc biệt, được triệu tập bởi Giáo hoàng Gioan Phaolô II tại Rôma.

## Địa phận và thống kê
Từ năm 1954, Toà Thánh đã có trụ sở đại diện tại Liban, Tòa Sứ thần Tòa Thánh đặt tại Beirut [2]. Vào năm 2010, Liban có 15.000 người Công giáo Rôma, 161 linh mục và 8 giáo xứ trong năm 2010. Tính đến năm 2005, có 1.883.000 người Công giáo tại Li Băng (chủ yếu là người Công giáo thuộc các nghi lễ đông phương), với 23 giám mục, 1.603 linh mục và 1.253 giáo xứ thuộc sáu nghi thức Công giáo khác nhau.

## Các nghi lễ của Giáo hội Công giáo ở Liban
Ngoài Giáo hội Công giáo Rôma với nghi lễ Latinh, còn có năm Giáo hội Công giáo khác, hiệp thông hoàn toàn với Rôma, gọi với thuật ngữ Sui iuris. Mỗi giáo hội này đều có tính đặc trưng bởi một nghi lễ phụng vụ khác biệt. Trong số đó, nghi lễ Công giáo phổ biến chính ở Liban là nghi lễ Syro-Antioch. Nghi lễ Công giáo Antioch lại hình thành hai nhóm riêng biệt: Giáo hội Công giáo Maronite (với giáo đô của nhánh này đặt tại Liban) và Giáo hội Công giáo Syria. Cả hai giáo hội này đều có Giáo khu Thượng phụ (Tòa Thượng phụ) của mỗi giáo hội đặt tại Liban. Ngoài các giáo hội kể trên, Giáo hội Công giáo Hy Lạp Melkite (nhánh Công giáo quan trọng thứ hai ở Liban), Giáo hội Công giáo Armenia và Giáo hội Công giáo Chaldean cũng tồn tại tại quốc gia này.

## Sứ thần Tòa Thánh tại Liban
Chức vụ Sứ thần Tòa Thánh ở Liban được thiết lập ngày 21 tháng 3 năm 1947 bởi Giáo hoàng Piô XII.

### Danh sách
Dưới đây là danh sách các Sứ thần Tòa Thánh tại Liban:
- Alcide Marina, CM (1947 - 18 tháng 9 năm 1950, qua đời)
- Giuseppe Beltrami (Sau thăng Hồng y) (4 tháng 10 năm 1950 - 31 tháng 1 năm 1959, thuyên chuyển làm Sứ thần Tòa Thánh tại Hà Lan)
- Paolo Bertoli (Sau thăng Hồng y) (15 tháng 4 năm 1959 - 16 tháng 4 năm 1960, thuyên chuyển làm Sứ thần Tòa Thánh tại Pháp)
- Egano Righi-Lambertini (Sau thăng Hồng y) (9 tháng 7 năm 1960 - 12 tháng 9 năm 1963, thuyên chuyển làm Sứ thần Tòa Thánh tại Chilê)
- Gaetano Alibrandi (9 tháng 12 năm 1963 - 19 tháng 4 năm 1969, thuyên chuyển làm Sứ thần Tòa Thánh tại Ireland)
- Alfredo Bruniera (23 tháng 4 năm 1969 - 6 tháng 11 năm 1978, thuyên chuyển làm Quyền Sứ thần Tòa Thánh tại Kuwait)
- Carlo Furno (Sau thăng Hồng y) (25 tháng 11 năm 1978 - 21 tháng 8 năm 1982, thuyên chuyển làm Sứ thần Tòa Thánh tại Braxin)
- Luciano Angeloni (21 tháng 8 năm 1982 - 31 tháng 7 năm 1989, thuyên chuyển làm Sứ thần Tòa Thánh tại Bồ Đào Nha)
- Pablo Puente Buces (31 tháng 7 năm 1989 - 31 tháng 7 năm 1997, thuyên chuyển làm Sứ thần Tòa Thánh tại Anh)
- Antonio Maria Vegliò (Sau thăng Hồng y) (2 tháng 10 năm 1997 - 11 tháng 4 năm 2001, bổ nhiệm thành Tổng Thư ký của Thánh bộ Các Giáo hội Công giáo Đông phương)
- Luigi Gatti (28 tháng 6 năm 2001 - 16 tháng 7 năm 2009, thuyên chuyển làm Sứ thần Tòa Thánh tại Hy Lạp)
- Gabriele Giordano Caccia, (16 tháng 7 năm 2009 - 12 tháng 9 năm 2017, thuyên chuyển làm Sứ thần Tòa Thánh tại Philippines).
- Joseph Spiteri, (7 tháng 3 năm 2018 - nay)